# Die Erbschaft in Oregon
Die Erbschaft in Oregon ist ein US-amerikanischer Abenteuerfilm aus dem Jahr 1976. Regisseur und Drehbuchautor war Stewart Raffill.

## Handlung
Im Jahre 1876 machen sich die beiden Waisen Holly und Jason alleine auf den Weg durch die Rocky Mountains, um am Ende des Oregon Trails ihr Erbe anzutreten. Sie treffen auf den Glücksspieler Zachariah Coop, der nach anfänglichem Misstrauen ihr Weggefährte wird. Die drei erleben viele Abenteuer auf ihrer Reise über die Nordamerikanische kontinentale Wasserscheide.

## Kritiken
„Vor allem von den eindrucksvollen Landschaftsaufnahmen lebende Familienunterhaltung, die die abenteuerliche Geschichte didaktisch etwas hölzern mit der Darstellung moralischer Haltungen verknüpft.“